# Jerzy Ilkosz
Jerzy Ilkosz (ur. 17 czerwca 1953 w Ząbkowicach Śląskich) – polski historyk sztuki, znawca architektury i muzealnik, doktor nauk humanistycznych. W latach 2000-2022 dyrektor Muzeum Architektury we Wrocławiu.

## Życiorys
Absolwent historii sztuki na Uniwersytecie Wrocławskim. W 2003 otrzymał stopień doktora nauk humanistycznych (praca doktorska „Hala Stulecia i Tereny Wystawowe we Wrocławiu-Szczytnikach, dzieło Maksa Berga i Hansa Poelziga”). Po ukończeniu studiów pracował m.in. w Muzeum Początków Państwa Polskiego w Gnieźnie oraz w Bibliotece Uniwersyteckiej we Wrocławiu. W 2000 objął stanowisko dyrektora Muzeum Architektury we Wrocławiu, funkcję tę pełnił do 2022. Pełniąc tę funkcję, przyczynił się do pielęgnacji architektury Wrocławia i Śląska. Nawiązał także współpracę z wieloma muzeami w kraju i za granicą.

## Odznaczenia i nagrody
- Brązowy Medal „Zasłużony Kulturze Gloria Artis” (2006)
- Srebrny Medal „Zasłużony Kulturze Gloria Artis” (2015)[5]
- Krzyż Kawalerski Orderu Zasługi Republiki Federalnej Niemiec[6]
- Złota Odznaka Honorowa Wrocławia (2021)[7]
- Nagroda I stopnia Ministra Kultury i Sztuki
- Pierścień Karla Friedricha Schinkla[8]
- Medal Bene Merentibus SARP[9]
- Nagroda Jože Plečnika (2022)[10]